# Natație la Jocurile Olimpice de vară din 2024 - 100 m fluture (feminin)
Proba de înot 100 de metri fluture feminin de la Jocurile Olimpice de vară din 2024 a avut loc în perioada 27-28 iulie 2024 la Paris Aquatics Centre.

## Recorduri
Înaintea acestei competiții, recordurile mondiale și olimpice erau următoarele:
| Record  | Atlet                | Timp  | Loc                      | Data          |
| ------- | -------------------- | ----- | ------------------------ | ------------- |
| Mondial | Gretchen Walsh (USA) | 55,18 | Indianapolis, SUA        | 15 iunie 2024 |
| Olimpic | Sarah Sjöström (SWE) | 55,48 | Rio de Janeiro, Brazilia | 7 august 2016 |

## Program
Orele sunt ora Franței (UTC+1) 
| Data                    | Timp        | Etapă                 |
| ----------------------- | ----------- | --------------------- |
| Sâmbătă, 27 iulie 2024  | 10:00 19:37 | Calificări Semifinale |
| Duminică, 28 iulie 2024 | 17:30       | Finala                |

## Rezultate

### Calificări
Înotătoarele cu cei mai buni 16 timpi au avansat în semifinale.
| Loc | Serie | Culoar | Înotătoare            | Țară                       | Timp          | Note   |
| --- | ----- | ------ | --------------------- | -------------------------- | ------------- | ------ |
| 1   | 2     | 4      | Zhang Yufei           | China                      | 56,50         | CS     |
| 2   | 4     | 3      | Mizuki Hirai          | Japonia                    | 56,71         | CS     |
| 3   | 3     | 4      | Torri Huske           | Statele Unite ale Americii | 56,72         | CS     |
| 4   | 4     | 4      | Gretchen Walsh        | Statele Unite ale Americii | 56,75         | CS     |
| 5   | 2     | 5      | Emma McKeon           | Australia                  | 56,79         | CS     |
| 6   | 4     | 5      | Angelina Köhler       | Germania                   | 56,90         | CS     |
| 7   | 3     | 5      | Maggie Mac Neil       | Canada                     | 57,00         | CS     |
| 8   | 3     | 6      | Alexandria Perkins    | Australia                  | 57,46         | CS     |
| 9   | 4     | 1      | Barbora Seemanová     | Cehia                      | 57,50         | CS, NR |
| 10  | 2     | 6      | Marie Wattel          | Franța                     | 57,54         | CS     |
| 10  | 4     | 7      | Roos Vanotterdijk     | Belgia                     | 57,54         | CS     |
| 12  | 3     | 3      | Louise Hansson        | Suedia                     | 57,57         | CS     |
| 13  | 4     | 2      | Erin Gallagher        | Africa de Sud              | 57,80         | CS     |
| 14  | 4     | 6      | Rikako Ikee           | Japonia                    | 57,82         | CS     |
| 15  | 3     | 2      | Tessa Giele           | Olanda                     | 57,89         | CS     |
| 16  | 3     | 8      | Keanna Macinnes       | Marea Britanie             | 57,90         | CS     |
| 17  | 2     | 3      | Lana Pudar            | Bosnia și Herțegovina      | 57,97         |        |
| 18  | 2     | 2      | Hazel Ouwehand        | Noua Zeelandă              | 58,03         |        |
| 19  | 3     | 7      | Anna Ntountounaki     | Grecia                     | 58,14         |        |
| 20  | 1     | 4      | Helena Rosendahl Bach | Danemarca                  | 58,45         |        |
| 21  | 3     | 1      | Costanza Cocconcelli  | Italia                     | 58,66         |        |
| 22  | 2     | 8      | Ellen Walshe          | Irlanda                    | 58,70         |        |
| 23  | 2     | 7      | Georgia Damasioti     | Grecia                     | 58,72         |        |
| 24  | 4     | 8      | Rebecca Smith         | Canada                     | 58,85         |        |
| 25  | 1     | 5      | Laura Cabanes         | Spania                     | 59,40         |        |
| 26  | 1     | 6      | Varsenik Manucharyan  | Armenia                    | 1:01,24       |        |
| 27  | 1     | 2      | Oumy Diop             | Senegal                    | 1:01,82       |        |
| 28  | 1     | 1      | Ana Nizharadze        | Georgia                    | 1:02,85       |        |
| 29  | 1     | 3      | Luana Alonso          | Paraguay                   | 1:03,09       |        |
| 30  | 1     | 7      | María Schutzmeier     | Nicaragua                  | 1:03,18       |        |
| 31  | 1     | 8      | Hayley Hoy            | Eswatini                   | 1:08,36       |        |
|     | 2     | 1      | Viola Scotto Di Carlo | Italia                     | Descalificată |        |

### Semifinale
Înotătoarele cu cei mai buni 8 timpi au avansat în finală.
| Loc | Serie | Culoar | Înotătoare         | Țară                       | Timp  | Note  |
| --- | ----- | ------ | ------------------ | -------------------------- | ----- | ----- |
| 1   | 1     | 5      | Gretchen Walsh     | Statele Unite ale Americii | 55,38 | C, RO |
| 2   | 2     | 5      | Torri Huske        | Statele Unite ale Americii | 56,00 | C     |
| 3   | 2     | 4      | Zhang Yufei        | China                      | 56,15 | C     |
| 4   | 1     | 3      | Angelina Köhler    | Germania                   | 56,55 | C     |
| 4   | 2     | 6      | Maggie Mac Neil    | Canada                     | 56,55 | C     |
| 6   | 2     | 3      | Emma McKeon        | Australia                  | 56,74 | C     |
| 7   | 1     | 4      | Mizuki Hirai       | Japonia                    | 56,80 | C     |
| 8   | 1     | 7      | Louise Hansson     | Suedia                     | 56,93 | C     |
| 9   | 1     | 2      | Marie Wattel       | Franța                     | 57,24 |       |
| 10  | 2     | 7      | Roos Vanotterdijk  | Belgia                     | 57,25 | RN    |
| 11  | 1     | 1      | Rikako Ikee        | Japonia                    | 57,59 |       |
| 12  | 2     | 2      | Barbora Seemanová  | Cehia                      | 57,64 |       |
| 13  | 1     | 6      | Alexandria Perkins | Australia                  | 57,84 |       |
| 14  | 2     | 1      | Erin Gallagher     | Africa de Sud              | 57,90 |       |
| 15  | 2     | 8      | Tessa Giele        | Olanda                     | 57,91 |       |
| 16  | 1     | 8      | Keanna Macinnes    | Marea Britanie             | 58,11 |       |

### Finala
Rezultate finală.
| Loc | Culoar | Înotătoare      | Țară                       | Timp  | Note |
| --- | ------ | --------------- | -------------------------- | ----- | ---- |
| 1   | 5      | Torri Huske     | Statele Unite ale Americii | 55,59 |      |
| 2   | 4      | Gretchen Walsh  | Statele Unite ale Americii | 55,63 |      |
| 3   | 3      | Zhang Yufei     | China                      | 56,21 |      |
| 4   | 6      | Angelina Köhler | Germania                   | 56,42 |      |
| 5   | 2      | Maggie Mac Neil | Canada                     | 56,44 |      |
| 6   | 7      | Emma McKeon     | Australia                  | 56,93 |      |
| 7   | 1      | Mizuki Hirai    | Japonia                    | 57,19 |      |
| 8   | 8      | Louise Hansson  | Suedia                     | 57,34 |      |